# Preživači
Preživači (lat. Ruminantia) su podred reda parnoprstaša. To su biljojedi koji imaju želudac podijeljen na četiri odjeljka koji im omogućuje da uz pomoć mikroorganizama i enzima koriste hranu sastavljenu od ugljikohidrata (na primjer celuloze), koju ni jedan drugi sisavac sa samo jednim želucem ne može probaviti. Osim preživača, još neki biljojedi, kao što su klokani, vitkostasi majmuni, konji i zečevi mogu probaviti celulozu uz pomoć mikroorganizama, ali u debelom crijevu, što za korištenje proteina zahtijeva još jedan prolaz kroz probavni sustav. Neke od bolesti preživača su: bedrenica, slinavka i šap, bolest plavog jezika, kravlje ludilo i dr.
Izraz "preživači" potječe od toga što ove životinje u razdobljima mirovanja djelomično probavljenu kašu hrane ponovo vraćaju u usta i još jednom žvaču prije nego tako dodatno usitnjenu hranu ponovo progutaju i odvedu na stvarnu probavu.

## Građa želuca
Želudac preživača dijeli se na uglavnom četiri odjeljka: burag, kapura, knjižavci i sirište. U burag ulazi površno sažvakana hrana iz jednjaka, ondje se smekša djelovanjem vode, mikroorganizama i enzima pa polako prelazi u mrežasto nabranu kapuru. Tu se između nabora kapure oblikuju malene kuglice koje se stezanjem mišića, tako zvanom povratnom peristaltikom, vraćaju natrag u usta. Sad se u ustima hrana temeljito sažvaće i miješa s većom količinom sline. Nakon toga, kroz poseban žlijeb u jednjaku silazi u knjižavce gdje se još više usitni, a zatim prelazi u sirište.
Preživači iskorištavaju biljnu celulozu djelovanjem mnogih simbiotskih bakterija i nekih praživotinja (Protozoa) iz razreda trepetljikaša (Ciliata) koje žive u njihovom buragu. Uz to, uz pomoć produkata razgradnje, od celuloze i dušikovih spojeva sintetiziraju bjelančevine za izgradnju stanica simbiotskih bakterija i praživotinja. Simbioti se zato, u povoljnim okolnostima, tako obilno namnože da iz buraga preživanjem masovno dospijevaju u sirište (pravi želudac) gdje se kao i kod životinja s jednostavnim želucem pH vrijednost snižava lučenjem solne kiseline i smjesa se probavlja.
Probavljena količina trepetljikaša u želucu goveda može biti i do 7 kg dnevno te preživači time namiruju velik dio potrebnih bjelančevina. Oni mogu resorbirati i niz razgradnih produkata celuloze, pa se računa da njihov organizam iskorištava 60 do 75% biljnih vlakana pretvarajući tako, za čovjeka potpuno bezvrijedne oblike hrane kao što su trava, sijeno ili slama, u hranidbeno visoko vrijedne bjelančevine mesa ili mlijeka.

## Životinje sa sličnim probavnim sustavom, koje se ne smatraju preživačima
Nezavisno od preživača, neke vrste životinja razvile su isto želudac podijeljen na više dijelova u kojem probavljaju hranu na gotovo isti način. Tu spadaju deve, vitkostasi i sakati majmuni kao i veliki crveni klokani.     

## Vanjske poveznice

### Ostali projekti
|  | Wikivrste imaju podatke o taksonu Ruminantia |